# Hermann Dessau
Hermann Dessau, född 6 april 1856 i Frankfurt am Main, död 12 april 1931 i Berlin, var en tysk klassisk filolog.
Dessau var tjänsteman vid Akademie der Wissenschaften i Berlin 1900–22 och professor vid universitetet där. Han ägnade sig främst åt latinska inskrifter, och medverkade i Corpus Inscriptionum Latinarum och Prosopographia Imperii Romani. Dessau utgav Inscriptiones Latinæ Selectæ (3 band, 1892–1916) och Geschichte der römischen Kaiserzeit (2 band, 1924–30).